# Isabelle Gulldén
Isabelle Therese Gulldén, née le 29 juin 1989 à Göteborg, est une handballeuse suédoise, évoluant au poste demi-centre. Internationale suédoise depuis 2008, elle est vice-championne d'Europe 2010.
En 2014, Dagens Nyheter, un quotidien suédois, la place 144e dans un classement reprenant les 150 plus grands sportifs suédois de tous les temps, elle est la deuxième handballeuse derrière Mia Hermansson-Högdahl.

## Biographie

### Carrière en club
Isabelle Gulldén a joué pendant de longues années pour le club suédois du IK Sävehof avec lequel elle a remporté le championnat de Suède en 2007, 2008, 2009 et 2010. À l'été 2011, Gulldén rejoint le club de première division danoise Viborg HK. Elle y remporte notamment un retentissant triplé en 2013-2014 avec la coupe des vainqueurs de coupe remportée face aux russes de Zvezda Zvenigorod, la coupe et le championnat du Danemark remportée tous deux face au FC Midtjylland.
À l'intersaison 2015, elle quitte Viborg pour rejoindre le CSM Bucarest.
Le 15 mars 2018, elle s'engage pour trois saisons avec le Brest Bretagne Handball.

### Carrière en sélection
En sélection nationale de Suède, Gulldén a joué 224 matches pour 840 buts. En 2008, elle atteint la neuvième place au championnat d'Europe et est éliminée en quart de finale des Jeux olympiques par la Norvège, future championne olympique. Au championnat du monde 2009, la Suède termine à la neuvième place puis devient vice-champion d'Europe 2010. Gulldén a également participé avec la Suède aux Jeux olympiques 2012 avec une onzième place sur douze participants.

### Vie privée
Son oncle, Christer Gulldén, est un ancien lutteur qui a également pris part aux Jeux olympiques.
Le 7 janvier 2019, son club du Brest Bretagne Handball annonce que Bella Gulldén attend un heureux événement pour juillet 2019, et qu'elle ne finirait donc pas la saison en Bretagne, où elle avait signé en mars 2018.

## Palmarès

### En sélection
championnats d'Europe
- finaliste du championnat d'Europe 2010
- troisième du championnat d'Europe 2014

autres
- 4e place du championnat d'Europe junior en 2007[8]

### En clubs
Compétitions internationales 
- Vainqueur de la ligue des champions en 2016 (avec CSM Bucarest) et 2022 (avec Vipers Kristiansand)
- Vainqueur de la coupe d'Europe des vainqueurs de coupe en 2014 (avec Viborg HK)

 Compétitions nationales 
- Championne de Suède en 2007, 2008, 2009 et 2010 (avec IK Sävehof)
- Championne du Danemark en 2014 (avec Viborg HK)
- Championne de Roumanie en 2016 et 2017 et 2018 (avec CSM Bucarest)
- Championne de France en 2021 (avec Brest Bretagne Handball)
- Vainqueur de la coupe de Roumanie en 2016 et 2017 et 2018 (avec CSM Bucarest)
- Vainqueur de la coupe du Danemark en 2011 et 2014 (avec Viborg HK)
- Vainqueur de la coupe de France en 2021 (avec Brest Bretagne Handball)

### Distinctions individuelles
- Elue meilleure joueuse du championnat d'Europe 2014[9]

## Statistiques

### En club
| Saison                | Club                  | Championnat           | Championnat | Championnat | Coupe nationale | Coupe nationale | Coupe de la Ligue | Coupe de la Ligue | Compétition(s) continentale(s) | Compétition(s) continentale(s) | Compétition(s) continentale(s) | Total | Total |
| Saison                | Club                  | Division              | M.          | B.          | M.              | B.              | M.                | B.                | Comp.                          | M.                             | B.                             | M.    | B.    |
| 2006-2007             | IK Sävehof            | Svensk handbollselit  | -           | -           | -               | -               | -                 | -                 | LDC EHF                        | 5                              | 18                             | 5     | 18    |
| 2007-2008             | IK Sävehof            | Svensk handbollselit  | -           | -           | -               | -               | -                 | -                 | EHF                            | 9                              | 37                             | 9     | 37    |
| 2008-2009             | IK Sävehof            | Svensk handbollselit  | -           | -           | -               | -               | -                 | -                 | EHF                            | 4                              | 24                             | 4     | 24    |
| 2009-2010             | IK Sävehof            | Svensk handbollselit  | -           | -           | -               | -               | -                 | -                 | EHF                            | 4                              | 16                             | 4     | 16    |
| 2010-2011             | IK Sävehof            | Svensk handbollselit  | -           | -           | -               | -               | -                 | -                 | LDC                            | 12                             | 56                             | 12    | 56    |
| Sous-total            | Sous-total            | Sous-total            | -           | -           | -               | -               | -                 | -                 | -                              | 34                             | 151                            | 34    | 151   |
| 2011-2012             | Viborg HK             | Damehåndboldligaen    | -           | -           | -               | -               | -                 | -                 | LDC CVC                        | 12                             | 60                             | 12    | 60    |
| 2012-2013             | Viborg HK             | Damehåndboldligaen    | -           | -           | -               | -               | -                 | -                 | LDC                            | 8                              | 38                             | 8     | 38    |
| 2013-2014             | Viborg HK             | Damehåndboldligaen    | -           | -           | -               | -               | -                 | -                 | LDC CVC                        | 11                             | 63                             | 11    | 63    |
| 2014-2015             | Viborg HK             | Damehåndboldligaen    | -           | -           | -               | -               | -                 | -                 | LDC                            | 12                             | 51                             | 12    | 51    |
| Sous-total            | Sous-total            | Sous-total            | -           | -           | -               | -               | -                 | -                 | -                              | 43                             | 212                            | 43    | 212   |
| 2015-2016             | CSM Bucarest          | Liga Națională        | -           | -           | -               | -               | -                 | -                 | LDC                            | 16                             | 108                            | 16    | 108   |
| 2016-2017             | CSM Bucarest          | Liga Națională        | -           | -           | -               | -               | -                 | -                 | LDC                            | 16                             | 92                             | 16    | 92    |
| 2017-2018             | CSM Bucarest          | Liga Națională        | -           | -           | -               | -               | -                 | -                 | LDC                            | 16                             | 66                             | 16    | 66    |
| Sous-total            | Sous-total            | Sous-total            | -           | -           | -               | -               | -                 | -                 | -                              | 48                             | 266                            | 48    | 266   |
| 2018-2019             | Brest Bretagne        | Division 1            | 8           | 15          | -               | -               | -                 | -                 | LDC                            | 3                              | 5                              | 11    | 20    |
| 2019-2020             | Brest Bretagne        | Division 1            | 10          | 11          | 2               | 5               | -                 | -                 | LDC                            | 9                              | 8                              | 21    | 24    |
| Sous-total            | Sous-total            | Sous-total            | 18          | 26          | 2               | 5               | -                 | -                 | -                              | 12                             | 13                             | 32    | 44    |
| Total sur la carrière | Total sur la carrière | Total sur la carrière | -           | -           | -               | -               | -                 | -                 | -                              | 137                            | 642                            | 137   | 642   |